# Novyj Urengoj
Novyj Urengoj (in russo Новый Уренгой) è una città situata nella Russia siberiana occidentale, nel circondario autonomo Jamalo-Nenec, una sessantina di chilometri a sud del Circolo polare artico. Il territorio del circondario urbano confina a ovest con il distretto Nadymskij e a est con il distretto Purovskij.

## Storia
Fondata nel 1973, si sviluppò rapidamente e ottenne lo status di città nel 1980. La storia della città è legata a doppio filo con l'estrazione del gas naturale e del petrolio; negli immediati dintorni della città si trova lo sterminato e ricchissimo giacimento di gas naturale di Urengoj, la zona di estrazione più importante della Russia.

## Infrastrutture e trasporti

### Treno
Novyj Urengoj è il terminale settentrionale della linea ferroviaria da Tjumen', esistono inoltre collegamenti ferroviari con Jamburg e con Nadym.

### Aereo
La città di Novyj Urengoj è servita dall'Aeroporto di Novyj Urengoj (IATA: NUX, ICAO: USMU) situato a 5 km a sud-ovest dalla città. All'Aeroporto di Novyj Urengoj si basa la compagnia aerea russa il Distaccamento Aereo di Novyj Urengoj. All'Aeroporto di Novyj Urengoj effettuano i voli di linea le compagnie aeree russe Donavia, Gazpromavia, Jamal Airlines, UTair, S7 Airlines, Ural Airlines, Rossija Airlines, e la compagnia aerea azera Azal.
Le destinazioni principali sono gli aeroporti russi: Mosca-Domodedovo, Mosca-Vnukovo, Ekaterinburg-Kol'covo, Krasnodar-Paškovskij, Novosibirsk-Severnyj, Salechard, San Pietroburgo-Pulkovo, Samara-Kurumoč, Tjumen', Ufa.

## Società

### Evoluzione demografica

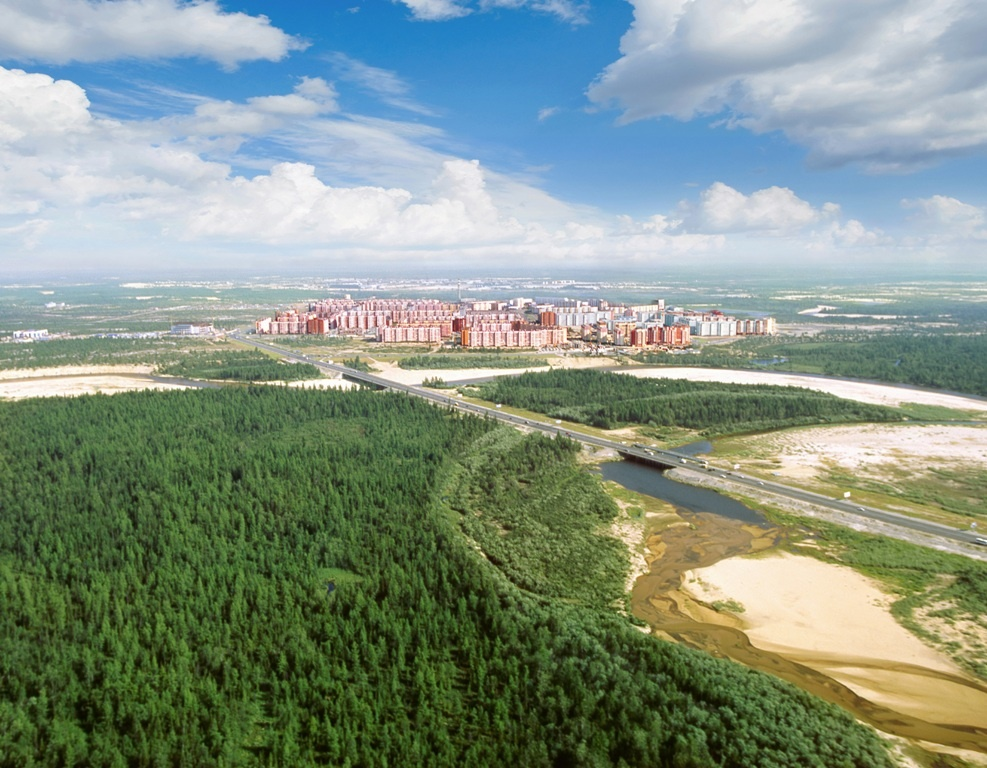
Il distretto urbano Nord

Fonte: mojgorod.ru
| 1980   | 1986   | 1989   | 1996   | 2002   | 2007    | 2011    | 2017    | 2023    |
| ------ | ------ | ------ | ------ | ------ | ------- | ------- | ------- | ------- |
| 16 500 | 72 000 | 93 200 | 90 200 | 94 456 | 117 000 | 122 173 | 113 254 | 106 764 |